# 滕特冰原島峰
67°36′S 65°21′W / 67.600°S 65.350°W
滕特冰原島峰（英語：Tent Nunatak），是南極洲的冰原島峰，位於葛拉漢地的鮑曼海岸，處於旋風灣的南端，在1940年由美國探險隊發現和拍攝照片，現時由南極條約體系管理。